# Кизил-Куль
Кизи́л-Куль (рос. Кызыл-Куль, башк. Ҡыҙылкүл) — присілок у складі Балтачевського району Башкортостану, Росія. Входить до складу Нижньокаришевської сільської ради.
Населення — 22 особи (2010; 27 у 2002).
Національний склад:
- башкири — 93 %